# Gunnera antioquensis
Gunnera antioquensis är en gunneraväxtart som beskrevs av L.E. Mora-osejo. Gunnera antioquensis ingår i släktet gunneror, och familjen gunneraväxter. Inga underarter finns listade.